# マーベルズ
『マーベルズ』（原題: The Marvels）は、2023年のマーベル・コミックのスーパーヒーローを題材としたアメリカ合衆国のスーパーヒーロー映画。監督はニア・ダコスタ、脚本はミーガン・マクドネル、出演はブリー・ラーソン、テヨナ・パリス、イマン・ヴェラーニ。『キャプテン・マーベル』（2019年）の続編で、「マーベル・シネマティック・ユニバース」（MCU）の33作品目。マーベル・スタジオ製作、ウォルト・ディズニー・スタジオ・モーション・ピクチャーズ配給。

## ストーリー
モニカ・ランボーは、ある調査を行っている時に、 カマラ・カーンと入れ替わってしまう。キャロル・ダンヴァースを含めた三人は、力を使うたびにお互いの場所が入れ替わる理由を解明するためにチームを組む。

## 登場人物・キャスト
キャロル・ダンヴァース / キャプテン・マーベル
演 - ブリー・ラーソン、日本語吹替 - 水樹奈々
アベンジャーズのメンバーであり、元アメリカ空軍パイロット。スペース・ストーン由来の超人的な強さを持っている。
モニカ・ランボー
演 - テヨナ・パリス、日本語吹替 - 村中知
『キャプテン・マーベル』にて登場した元アメリカ空軍パイロットにして、S.W.O.R.Dの創設者であるマリア・ランボーの娘。『ワンダヴィジョン』にて、青色のオーラを纏う超常的な能力を持つ超人へと覚醒した。
 カマラ・カーン / ミズ・マーベル
演 - イマン・ヴェラーニ、日本語吹替 - 松岡美里
魔法のバングルを装着したことで、そこから発せられる宇宙エネルギーにて自分の身体を自在に変形させる能力を手にしたニュージャージー州で暮らすティーンエイジャー。アベンジャーズやキャプテン・マーベルのファンでもある。
ダー・ベン
演 - ザウイ・アシュトン、日本語吹替 - 佐竹海莉
ハンマーを使い、カマラのものと同じバングルを操るクリー人の戦士。
ドロージ皇帝
演 - ゲイリー・ルイス、日本語吹替 - 広瀬彰勇
スクラルの現皇帝。
ヤン王子
演 - パク・ソジュン、日本語吹替 - 江口拓也
キャロルの夫であり同盟者である水の惑星アラドナの王子。実際は政略結婚ではあるものの、キャロルとは良好な関係を築いている。
ムニーバ・カーン
演 - ゼノビア・シュロフ、日本語吹替 - 津田真澄
カマラの母。
ユスフ・カーン
演 - モハン・カプール、日本語吹替 - 岩崎ひろし
カマラの父。
アーミル・カーン
演 - サーガル・シェイク、日本語吹替 - 星野貴紀
カマラの兄。
ニック・フューリー
演 - サミュエル・L・ジャクソン、日本語吹替 - 竹中直人
元S.H.I.E.L.D.長官にして、アベンジャーズ計画の発案者。現在は宇宙ステーションS.A.B.E.R.の監督。
グース
演 - 猫
かつてはマー・ベルがペガサス計画の実験施設で飼っていた猫にして、“フラーケン”という名のスクラル、クリー双方も知る地球外の危険生物。
マリア・ランボー
演 - ラシャーナ・リンチ、日本語吹替 - 花藤蓮
元アメリカ空軍パイロットだった、キャロル・ダンヴァースの元同僚にして親友であり、モニカの母。
ヴァルキリー（ブリュンヒルデ）
演 - テッサ・トンプソン、日本語吹替 - 沢城みゆき
北欧神話の楯の乙女“ブリュンヒルド”のモデルであり、アスガルドの女戦士“ヴァルキリー”の最後の一人。現在はニュー・アスガルドの国王。
タリア
演 - レイラ・ファーザド、日本語吹替 - 渡辺明乃
S.A.B.E.R.のエージェント。
ダーグ
演 - アブラハム・ポプーラ、日本語吹替 - 武田太一
S.A.B.E.R.のエージェント。
タイ・ロン
演 - ダニエル・イングス、日本語吹替 - 辻井健吾
クリーの科学主任。
ケイト・ビショップ / ホークアイ
演 - ヘイリー・スタインフェルド（カメオ出演）、日本語吹替 - 種﨑敦美
ニューヨークの戦いでクリント・バートン / ホークアイに命を救われて以来、彼に憧れる少女。
バイナリー
演 - ラシャーナ・リンチ、日本語吹替 - 花藤蓮
別次元で目を覚ましたモニカが出会う、母マリアと瓜二つの女性。ミッドクレジットシーンに登場。
ハンク・マッコイ / ビースト
演 - ケルシー・グラマー（カメオ出演）、日本語吹替 - 沢木郁也
全身が青色の野獣の容姿と、驚異的な怪力と卓越した俊敏性を持つミュータントにして、天才科学者の男。ミッドクレジットシーンに登場。
演じたグラマーは2014年の20世紀フォックスの映画『X-MEN:フューチャー&パスト』から続投している。

## 公開
当初は2023年2月17日に公開予定としていたが、ウォルト・ディズニー・カンパニーは2022年4月29日に2023年7月28日に公開予定だった『アントマン&ワスプ:クアントマニア』との公開順序を入れ替える形で公開日が2023年7月28日に変更となった。その後、2023年2月に再度延期となり、最終的に同年11月10日に公開された。

### ホームメディア
2024年1月16日からデジタル配信、同年2月13日からBlu-rayによるソフト販売を行うことを発表した。Disney+での見放題配信は同年2月7日から開始する予定。
日本では2024年1月16日から購入によるデジタル配信、同年2月21日からレンタルによるデジタル配信、同年3月13日からディスクによる販売をそれぞれ開始する予定。Disney+での見放題配信はアメリカと同じく同年2月7日から開始する予定。